# 2023년 AFC 아시안컵 선수 명단
다음은 2023년 AFC 아시안컵에 출전한 선수들의 명단이다.
대회에 참가하는 24개 국가는 최소 18명, 최대 26명의 선수로 구성된 선수단을 등록해야 하며, 그 중 최소 3명이 골키퍼여야 한다. 선수단에 등록된 선수만이 대회에 참가할 수 있다.
최종 선수단을 발표하기 전, 각 팀은 AFC에 18~50명으로 구성된 임시 명단을 제출하였다. 각 국가의 최종 선수단은 대회 첫 경기 10일 전까지 제출되어야 한다. (규정 26.7.3) 선수 명단 교체는 각 팀의 첫 경기 6시간 전까지 교체가 허용되었다. (규정 26.9)
2023년 12월, AFC는 최종 명단에 포함되는 최대 선수 수를 23명에서 26명으로 늘리는 것을 승인했다. (규정 26.7) 2024년 1월 4일, AFC는 선수단 등번호와 함께 최종 선수 명단을 발표했다.
각 선수의 나이는 대회 첫날인 2024년 1월 12일을 기준으로 한다. 각 선수들의 출전 경기 수와 골 수는 대회 시작 후의 경기를 포함하지 않는다. 각 클럽의 국적은 해당 클럽이 소속된 '리그'가 아닌 '국가 협회'를 기준으로 반영한다.

## A조

### 카타르
- 감독:  틴틴 마르케스

카타르는 2023년 12월 22일에 27명의 예비 명단을 발표하였다. 2023년 12월 30일, 오사마 알타이리는 부상으로 인해 명단에서 제외되었고, 이스마엘 모하마드로 교체되었다. 2024년 1월 2일, 모함메드 문타리는 부상으로 인해 칼리드 모함메드로 교체되었다. 최종 선수 명단은 1월 3일 발표되었다.
| 번호 | 위치 | 선수                   | 생년월일 (나이)        | 출전 | 득점 | 소속     |
| ---- | ---- | ---------------------- | ---------------------- | ---- | ---- | -------- |
| 1    | GK   | 사드 알시브            | 1990년 2월 19일(33세)  | 84   | 0    | 알사드   |
| 2    | DF   | 호호                   | 1990년 8월 6일(33세)   | 90   | 1    | 알사드   |
| 3    | DF   | 알마흐디 알리 무크타르 | 1992년 3월 2일(31세)   | 58   | 3    | 알와크라 |
| 4    | MF   | 모함메드 와드          | 1999년 9월 18일(24세)  | 36   | 0    | 알사드   |
| 5    | DF   | 타레크 살만            | 1997년 12월 5일(26세)  | 71   | 0    | 알사드   |
| 6    | MF   | 압둘아지즈 하팀        | 1990년 1월 1일(34세)   | 112  | 11   | 알라이얀 |
| 7    | FW   | 아흐메드 알라엘딘      | 1993년 1월 31일(30세)  | 60   | 7    | 알가라파 |
| 8    | MF   | 알리 아사달라          | 1993년 1월 19일(30세)  | 72   | 12   | 알사드   |
| 9    | FW   | 유수프 압두리사그      | 1999년 8월 6일(24세)   | 26   | 3    | 알사드   |
| 10   | MF   | 하산 알하이도스 (주장) | 1990년 12월 11일(33세) | 176  | 39   | 알사드   |
| 11   | FW   | 아크람 아피프          | 1996년 11월 18일(27세) | 96   | 26   | 알사드   |
| 12   | DF   | 루카스 멘데스          | 1990년 7월 3일(33세)   | 1    | 0    | 알와크라 |
| 13   | FW   | 칼리드 무니르          | 1998년 2월 24일(25세)  | 8    | 1    | 알와크라 |
| 14   | DF   | 호맘 아흐메드          | 1999년 8월 25일(24세)  | 47   | 3    | 알가라파 |
| 15   | DF   | 바삼 알라위            | 1997년 12월 16일(26세) | 69   | 2    | 알라이얀 |
| 16   | DF   | 부알렘 쿠키            | 1990년 7월 9일(33세)   | 110  | 20   | 알사드   |
| 17   | FW   | 이스마엘 모하마드      | 1990년 4월 5일(33세)   | 70   | 4    | 알두하일 |
| 18   | DF   | 술탄 알브레이크        | 1996년 4월 7일(27세)   | 4    | 0    | 알두하일 |
| 19   | FW   | 알무이즈 알리          | 1996년 8월 19일(27세)  | 96   | 50   | 알두하일 |
| 20   | MF   | 아흐메드 파테히        | 1993년 1월 25일(30세)  | 22   | 0    | 알아라비 |
| 21   | GK   | 살라 자카리아          | 1999년 4월 24일(24세)  | 4    | 0    | 알두하일 |
| 22   | GK   | 메샬 바르샴            | 1998년 2월 14일(25세)  | 33   | 0    | 알사드   |
| 23   | MF   | 모스타파 메샬          | 2001년 3월 28일(22세)  | 13   | 2    | 알사드   |
| 24   | MF   | 자셈 가베르            | 2002년 2월 20일(21세)  | 12   | 0    | 알아라비 |
| 25   | FW   | 아흐메드 알가네히      | 2000년 9월 22일(23세)  | 0    | 0    | 알가라파 |
| 26   | MF   | 칼리드 모함메드        | 2000년 6월 7일(23세)   | 2    | 0    | 알두하일 |

### 중화인민공화국
- 감독:  알렉산다르 얀코비치

중국의 최종 선수 명단은 2023년 12월 12일 발표되었다. 12월 21일, 리커는 개인적인 이유로 선수단에서 이탈하였고, 쉬신으로 교체되었다.
| 번호 | 위치 | 선수              | 생년월일 (나이)        | 출전 | 득점 | 소속             |
| ---- | ---- | ----------------- | ---------------------- | ---- | ---- | ---------------- |
| 1    | GK   | 옌쥔링            | 1991년 1월 28일(34세)  | 53   | 0    | 상하이 하이강    |
| 2    | DF   | 타이어스 브라우닝 | 1994년 5월 30일(31세)  | 21   | 1    | 상하이 하이강    |
| 3    | DF   | 주천제            | 2000년 8월 23일(24세)  | 23   | 1    | 상하이 선화      |
| 4    | DF   | 리레이            | 1992년 5월 30일(33세)  | 12   | 0    | 베이징 궈안      |
| 5    | DF   | 장린펑            | 1989년 5월 9일(36세)   | 101  | 6    | 상하이 하이강    |
| 6    | MF   | 왕상위안          | 1993년 6월 2일(32세)   | 12   | 1    | 허난             |
| 7    | FW   | 우레이            | 1991년 11월 19일(33세) | 91   | 32   | 상하이 하이강    |
| 8    | MF   | 쉬신              | 1994년 4월 19일(31세)  | 13   | 1    | 상하이 하이강    |
| 9    | FW   | 장위닝            | 1997년 1월 5일(28세)   | 25   | 5    | 베이징 궈안      |
| 10   | MF   | 셰펑페이          | 1993년 6월 29일(32세)  | 13   | 0    | 우한 싼전        |
| 11   | FW   | 탄룽              | 1988년 4월 1일(37세)   | 17   | 3    | 창춘 야타이      |
| 12   | GK   | 젠타오            | 2001년 6월 22일(24세)  | 0    | 0    | 청두 룽청        |
| 13   | DF   | 쉬하오펑          | 1999년 1월 27일(26세)  | 4    | 0    | 선전             |
| 14   | GK   | 왕다레이          | 1989년 1월 10일(36세)  | 28   | 0    | 산둥 타이산      |
| 15   | MF   | 우시 (주장)       | 1989년 2월 19일(36세)  | 88   | 9    | 상하이 선화      |
| 16   | MF   | 가오톈이          | 1998년 7월 1일(27세)   | 4    | 0    | 베이징 궈안      |
| 17   | MF   | 천푸              | 1997년 1월 15일(28세)  | 7    | 0    | 산둥 타이산      |
| 18   | MF   | 다이위쭌          | 1999년 7월 25일(26세)  | 12   | 0    | 상하이 선화      |
| 19   | DF   | 류양              | 1995년 6월 17일(30세)  | 22   | 0    | 산둥 타이산      |
| 20   | FW   | 웨이스하오        | 1995년 4월 8일(30세)   | 26   | 3    | 우한 싼전        |
| 21   | MF   | 류빈빈            | 1993년 6월 16일(32세)  | 18   | 1    | 산둥 타이산      |
| 22   | DF   | 우사오충          | 2000년 3월 20일(25세)  | 7    | 0    | 겐츨레르비를리이 |
| 23   | MF   | 린량밍            | 1997년 6월 4일(28세)   | 7    | 2    | 다롄 프로        |
| 24   | DF   | 장성룽            | 2000년 12월 24일(24세) | 6    | 0    | 상하이 선화      |
| 25   | GK   | 류뎬쭤            | 1990년 6월 25일(35세)  | 4    | 0    | 우한 싼전        |
| 26   | MF   | 왕추밍            | 1993년 1월 9일(32세)   | 5    | 1    | 톈진 진먼후      |

### 타지키스탄
- 감독:  페타르 셰그르트

타지키스탄은 2023년 12월 12일에 27명의 예비 명단을 발표하였다. 최종 선수 명단은 1월 4일 발표되었다. 1월 12일, 아미르베크 주라보예프는 부상으로 인해 콤론 투르수노프로 교체되었다.
| 번호 | 위치 | 선수                         | 생년월일 (나이)        | 출전 | 득점 | 소속                     |
| ---- | ---- | ---------------------------- | ---------------------- | ---- | ---- | ------------------------ |
| 1    | GK   | 루스탐 야티모프              | 1998년 7월 13일(25세)  | 36   | 0    | 이스티클롤               |
| 2    | DF   | 조이르 주라보예프            | 1998년 9월 16일(25세)  | 32   | 1    | 네프치 페르가나          |
| 3    | DF   | 타브레지 다블라트미르        | 1998년 6월 6일(25세)   | 28   | 0    | 이스티클롤               |
| 4    | DF   | 홀무로드 나자로프            | 1992년 2월 4일(31세)   | 3    | 0    | 라프샨 쿨로프            |
| 5    | DF   | 마누체히르 사파로프          | 2001년 5월 31일(22세)  | 30   | 0    | 네프치 페르가나          |
| 6    | DF   | 바흐다트 하노노프            | 2000년 7월 25일(23세)  | 25   | 2    | 페르세폴리스             |
| 7    | MF   | 파르비존 우마르바예프 (주장) | 1994년 11월 1일(29세)  | 45   | 9    | CSKA 1948                |
| 8    | MF   | 콤론 투르수노프              | 1996년 4월 24일(27세)  | 28   | 6    | 고쿨람 케랄라            |
| 9    | FW   | 루스탐 소이로프              | 2002년 9월 12일(21세)  | 12   | 2    | 로코모티프 타슈켄트      |
| 10   | MF   | 알리셰르 잘릴로프            | 1993년 8월 29일(30세)  | 20   | 6    | 이스티클롤               |
| 11   | MF   | 무함마드존 라히모프          | 1998년 10월 15일(25세) | 48   | 3    | 부하라                   |
| 12   | DF   | 소디키온 쿠르보노프          | 2003년 1월 19일(20세)  | 2    | 0    | 이스티클롤               |
| 13   | MF   | 아마도니 카몰로프            | 2003년 1월 16일(20세)  | 2    | 2    | 이스티클롤               |
| 14   | MF   | 알리셰르 슈쿠로프            | 2002년 3월 30일(21세)  | 1    | 0    | 쿠크토시                 |
| 15   | FW   | 셰르보니 마바초예프          | 2000년 12월 4일(23세)  | 17   | 3    | 이스티클롤               |
| 16   | GK   | 달레르 바로토프              | 1999년 1월 29일(24세)  | 2    | 0    | 이스트라브샨             |
| 17   | MF   | 에손 파니샨베                | 1999년 5월 12일(24세)  | 45   | 6    | 이스티클롤               |
| 18   | MF   | 루슬란 하이로예프            | 2003년 10월 29일(20세) | 2    | 0    | 튜멘                     |
| 19   | DF   | 아흐탐 나자로프              | 1992년 9월 29일(31세)  | 76   | 5    | 이스티클롤               |
| 20   | MF   | 알리조니 아이니              | 2004년 8월 6일(19세)   | 10   | 0    | 이스티클롤               |
| 21   | MF   | 바이시딘 사파로프            | 1996년 4월 15일(27세)  | 3    | 0    | CSKA 파미르 두샨베       |
| 22   | FW   | 샤롬 사미예프                | 2001년 2월 8일(22세)   | 22   | 7    | 밀사미 오르헤이          |
| 23   | GK   | 무흐리딘 하사노프            | 2002년 9월 23일(21세)  | 1    | 0    | 이스티클롤               |
| 24   | DF   | 달레르 이몸나자로프          | 1995년 5월 31일(28세)  | 4    | 0    | 에스하타 후잔트          |
| 25   | FW   | 누리딘 함로쿨로프            | 1999년 10월 25일(24세) | 12   | 1    | 레가르 타다즈 투르순조다 |
| 26   | FW   | 무함마달리 아지즈보예프      | 2003년 1월 4일(21세)   | 2    | 0    | 호실로트 파르하르        |

### 레바논
- 감독:  미오드라그 라둘로비치

레바논은 2023년 12월 16일에 31명의 예비 명단을 발표하였다. 최종 선수 명단은 2023년 12월 30일 발표되었다. 2024년 1월 6일, 펠릭스 미셸 멜키가 부상으로 인해 칼릴 카미스로 대체되었다.
| 번호 | 위치 | 선수                 | 생년월일 (나이)        | 출전 | 득점 | 소속            |
| ---- | ---- | -------------------- | ---------------------- | ---- | ---- | --------------- |
| 1    | GK   | 메흐디 칼릴          | 1991년 9월 19일(32세)  | 56   | 0    | 알파이살리      |
| 2    | MF   | 야흐야 엘힌디        | 1998년 9월 24일(25세)  | 4    | 0    | 알안사르        |
| 3    | DF   | 마헤르 사브라        | 1992년 1월 14일(31세)  | 20   | 1    | 네지메          |
| 4    | DF   | 누르 만수르          | 1989년 10월 22일(34세) | 65   | 3    | 알아헤드        |
| 5    | DF   | 나사르 나사르        | 1992년 1월 1일(32세)   | 18   | 0    | 알안사르        |
| 6    | DF   | 후세인 제인          | 1995년 1월 27일(28세)  | 30   | 0    | 알아헤드        |
| 7    | FW   | 하산 마투크 (주장)   | 1987년 8월 10일(36세)  | 116  | 23   | 알안사르        |
| 8    | FW   | 수니 사드            | 1992년 8월 17일(31세)  | 37   | 7    | 피낭            |
| 9    | FW   | 힐랄 엘헬웨          | 1994년 11월 24일(29세) | 50   | 9    | 부르즈          |
| 10   | MF   | 모하마드 하이다르    | 1989년 11월 8일(34세)  | 89   | 5    | 알아헤드        |
| 11   | FW   | 오마르 부기엘        | 1994년 1월 3일(30세)   | 11   | 1    | AFC 윔블던      |
| 12   | DF   | 알렉산데르 미셸 멜키 | 1992년 11월 14일(31세) | 26   | 0    | 알안사르        |
| 13   | DF   | 칼릴 카미스          | 1995년 1월 12일(29세)  | 3    | 0    | 알아헤드        |
| 14   | MF   | 무함메드알리 다이니  | 1994년 3월 1일(29세)   | 26   | 0    | 트렐레보리      |
| 15   | MF   | 지하드 아유브        | 1995년 3월 30일(28세)  | 13   | 0    | PSS 슬레만      |
| 16   | MF   | 왈리드 슈르          | 1996년 6월 10일(27세)  | 22   | 0    | 알아헤드        |
| 17   | FW   | 알리 알하지          | 2001년 2월 2일(22세)   | 13   | 1    | 알아헤드        |
| 18   | DF   | 카셈 엘제인          | 1990년 12월 2일(33세)  | 40   | 1    | 네지메          |
| 19   | FW   | 다니엘 라후드        | 1999년 1월 22일(24세)  | 6    | 0    | 아틀란테        |
| 20   | MF   | 알리 트네이시        | 1992년 7월 16일(31세)  | 16   | 1    | 알안사르        |
| 21   | GK   | 모스타파 마타르      | 1995년 9월 10일(28세)  | 22   | 0    | 알아헤드        |
| 22   | MF   | 바셀 즈라디          | 1993년 7월 6일(30세)   | 20   | 2    | 방콕 유나이티드 |
| 23   | GK   | 알리 사베            | 1994년 6월 24일(29세)  | 9    | 0    | 네지메          |
| 24   | FW   | 가브리엘 비타르      | 1998년 8월 23일(25세)  | 3    | 0    | 밴쿠버 FC       |
| 25   | MF   | 하산 스루르          | 2001년 12월 18일(22세) | 9    | 0    | 알아헤드        |
| 26   | DF   | 하산 샤이투          | 1991년 6월 16일(32세)  | 19   | 0    | 사파            |

## B조

### 오스트레일리아
- 감독: 그레이엄 아널드

오스트레일리아의 최종 선수 명단은 2023년 12월 22일 발표되었다.
| 번호 | 위치 | 선수               | 생년월일 (나이)        | 출전 | 득점 | 소속                   |
| ---- | ---- | ------------------ | ---------------------- | ---- | ---- | ---------------------- |
| 1    | GK   | 매슈 라이언 (주장) | 1992년 4월 8일(31세)   | 86   | 0    | AZ                     |
| 2    | DF   | 토머스 뎅          | 1997년 3월 20일(26세)  | 3    | 0    | 알비렉스 니가타        |
| 3    | DF   | 너새니얼 앳킨슨    | 1999년 6월 13일(24세)  | 8    | 0    | 하트 오브 미들로디언   |
| 4    | DF   | 카이 롤스          | 1998년 6월 24일(25세)  | 13   | 0    | 하트 오브 미들로디언   |
| 5    | DF   | 조던 보스          | 2002년 10월 29일(21세) | 6    | 0    | 베스테를로             |
| 6    | FW   | 마틴 보일          | 1993년 4월 25일(30세)  | 23   | 6    | 하이버니언             |
| 7    | FW   | 새뮤얼 실베라      | 2000년 10월 25일(23세) | 2    | 0    | 미들즈브러             |
| 8    | MF   | 코너 멧컬프        | 1999년 11월 5일(24세)  | 13   | 0    | 장크트파울리           |
| 9    | FW   | 브루노 포르나롤리  | 1987년 9월 7일(36세)   | 2    | 0    | 멜버른 빅토리          |
| 10   | FW   | 쿠시니 옝기        | 1999년 1월 15일(24세)  | 1    | 0    | 포츠머스               |
| 11   | FW   | 마르코 틸리오      | 2001년 8월 23일(22세)  | 7    | 0    | 셀틱                   |
| 12   | GK   | 로런스 토마스      | 1992년 5월 9일(31세)   | 1    | 0    | 웨스턴 시드니 원더러스 |
| 13   | MF   | 에이든 오닐        | 1998년 7월 4일(25세)   | 7    | 0    | 스탕다르 리에주        |
| 14   | MF   | 라일리 맥그리      | 1998년 11월 2일(25세)  | 18   | 1    | 미들즈브러             |
| 15   | FW   | 미첼 듀크          | 1991년 1월 18일(32세)  | 32   | 11   | 마치다 젤비아          |
| 16   | DF   | 아지즈 베히치      | 1990년 12월 16일(33세) | 63   | 2    | 멜버른 시티            |
| 17   | MF   | 키아누 배커스      | 1998년 6월 7일(25세)   | 12   | 0    | 세인트 미렌            |
| 18   | GK   | 조 가우치          | 2000년 7월 4일(23세)   | 1    | 0    | 애들레이드 유나이티드  |
| 19   | DF   | 해리 수타          | 1998년 10월 22일(25세) | 21   | 10   | 레스터 시티            |
| 20   | DF   | 루이스 밀러        | 2000년 8월 24일(23세)  | 4    | 0    | 하이버니언             |
| 21   | DF   | 캐머런 버지스      | 1995년 10월 21일(28세) | 3    | 0    | 입스위치 타운          |
| 22   | MF   | 잭슨 어빈          | 1993년 3월 7일(30세)   | 60   | 9    | 장크트파울리           |
| 23   | FW   | 크레이그 굿윈      | 1991년 12월 16일(32세) | 20   | 2    | 알웨흐다               |
| 24   | MF   | 패트릭 야즈베크    | 2002년 4월 5일(21세)   | 0    | 0    | 비킹                   |
| 25   | DF   | 게신 존스          | 1995년 10월 13일(28세) | 0    | 0    | 볼턴 원더러스          |
| 26   | FW   | 존 아이데일        | 1999년 8월 1일(24세)   | 0    | 0    | 베헨 비스바덴          |

### 우즈베키스탄
- 감독:  스레치코 카타네츠

우즈베키스탄은 2023년 12월 30일에 28명의 예비 명단을 발표하였다. 1월 4일, 우즈베키스탄은 최종 선수 명단을 공개하였다. 1월 11일, 후스니딘 알리쿨로프는 부상으로 인해 쇼흐보즈 우마로프로 교체되었다.
| 번호 | 위치 | 선수                        | 생년월일 (나이)        | 출전 | 득점 | 소속                |
| ---- | ---- | --------------------------- | ---------------------- | ---- | ---- | ------------------- |
| 1    | GK   | 우트키르 유수포프           | 1991년 1월 4일(33세)   | 21   | 0    | 나브바호르 나망간   |
| 2    | DF   | 무함마드코디르 함랄리예프   | 2001년 7월 6일(22세)   | 0    | 0    | 파흐타코르 타슈켄트 |
| 3    | DF   | 호지아크바르 알리조노프     | 1997년 4월 19일(26세)  | 32   | 1    | 파흐타코르 타슈켄트 |
| 4    | DF   | 파루크 사이피예프           | 1991년 1월 17일(32세)  | 48   | 1    | 파흐타코르 타슈켄트 |
| 5    | DF   | 루스탐 아슈르마토프         | 1996년 7월 7일(27세)   | 28   | 0    | 루빈 카잔           |
| 6    | MF   | 디요르 홀마토프             | 2002년 7월 22일(21세)  | 0    | 0    | 파흐타코르 타슈켄트 |
| 7    | MF   | 오타베크 슈쿠로프           | 1996년 6월 22일(27세)  | 61   | 7    | 파티흐 카라귐뤼크   |
| 8    | MF   | 잠시드 이스칸데로프         | 1993년 10월 16일(30세) | 31   | 4    | 나브바호르 나망간   |
| 9    | MF   | 오딜존 함로베코프           | 1996년 2월 13일(27세)  | 45   | 0    | 파흐타코르 타슈켄트 |
| 10   | MF   | 잘롤리딘 마샤리포프         | 1993년 9월 1일(30세)   | 54   | 10   | 판세라이코스        |
| 11   | MF   | 오스톤 우루노프             | 2000년 12월 19일(23세) | 21   | 5    | 나브바호르 나망간   |
| 12   | GK   | 압두보히드 네마토프         | 2001년 3월 20일(22세)  | 7    | 0    | 나사프              |
| 13   | DF   | 셰르조드 나스룰라예프       | 1998년 7월 23일(25세)  | 17   | 0    | 나사프              |
| 14   | MF   | 잠시드 볼타보예프           | 1996년 10월 3일(27세)  | 2    | 0    | 나브바호르 나망간   |
| 15   | DF   | 우마르 에슈무로도프         | 1992년 11월 30일(31세) | 20   | 0    | 나사프              |
| 16   | GK   | 보티랄리 에르가셰프         | 1995년 6월 23일(28세)  | 3    | 0    | AGMK                |
| 17   | FW   | 보부르 압디홀리코프         | 1997년 4월 23일(26세)  | 11   | 1    | 오르다바시          |
| 18   | DF   | 압둘라 압둘라예프           | 1997년 9월 1일(26세)   | 14   | 0    | 코르 파칸           |
| 19   | MF   | 아지즈베크 투르군보예프     | 1994년 10월 1일(29세)  | 24   | 2    | 파흐타코르 타슈켄트 |
| 20   | MF   | 호지마트 에르키노프         | 2001년 5월 29일(22세)  | 19   | 3    | 토르페도 모스크바   |
| 21   | FW   | 이고리 세르게예프           | 1993년 4월 30일(30세)  | 70   | 18   | BG 빠툼 유나이티드  |
| 22   | MF   | 아보스베크 파이줄라예프     | 2003년 10월 3일(20세)  | 7    | 1    | CSKA 모스크바       |
| 23   | MF   | 쇼흐보즈 우마로프           | 1999년 3월 9일(24세)   | 4    | 0    | 오르다바시          |
| 24   | FW   | 아지즈베크 아모노프         | 1997년 10월 30일(26세) | 3    | 1    | 나사프              |
| 25   | DF   | 압두코디르 후사노프         | 2004년 2월 29일(19세)  | 7    | 0    | 랑스                |
| 26   | DF   | 자파르무로드 압두라흐마토프 | 2003년 4월 28일(20세)  | 0    | 0    | 나사프              |

### 시리아
- 감독:  엑토르 쿠페르

시리아는 2023년 12월 20일에 33명의 예비 명단을 발표하였다. 최종 선수 명단은 2023년 12월 31일 발표되었다. 2024년 1월 2일, 마르디크 마르키디안은 부상으로 인해 알라 알달리로 교체되었다. 모함메드 오스만은 부상으로 인해 무하마드 아네즈로 대체되었다. 1월 10일, 모함마드 알할라크는 부상으로 인해 모함마드 알마르무르로 대체되었다.
| 번호 | 위치 | 선수                | 생년월일 (나이)        | 출전 | 득점 | 소속                    |
| ---- | ---- | ------------------- | ---------------------- | ---- | ---- | ----------------------- |
| 1    | GK   | 이브라힘 알마       | 1991년 10월 18일(32세) | 79   | 0    | 티슈린                  |
| 2    | DF   | 아이함 우수         | 2000년 1월 9일(24세)   | 0    | 0    | 헤켄                    |
| 3    | DF   | 모아야드 아잔       | 1993년 2월 16일(30세)  | 65   | 1    | 알자이시                |
| 4    | MF   | 에세키엘 함         | 1994년 1월 10일(30세)  | 3    | 0    | 인디펜디엔테 리바다비아 |
| 5    | DF   | 오마르 미다니       | 1994년 1월 26일(29세)  | 60   | 1    | 알나스르                |
| 6    | DF   | 암로 제니아트       | 1993년 1월 15일(30세)  | 44   | 1    | 알카라마                |
| 7    | FW   | 오마르 크르빈       | 1994년 1월 15일(29세)  | 55   | 21   | 샤바브 알아흘리         |
| 8    | MF   | 카멜 흐메이셰       | 1998년 7월 23일(25세)  | 27   | 0    | 알아흘리                |
| 9    | FW   | 알라 알달리         | 1997년 1월 3일(27세)   | 18   | 2    | 나프트 마이산           |
| 10   | MF   | 모함마드 알마르무르 | 1995년 1월 4일(29세)   | 34   | 4    | 알아헤드                |
| 11   | FW   | 파블로 사바그       | 1997년 6월 11일(26세)  | 0    | 0    | 알리안사 리마           |
| 12   | FW   | 암마르 라마단       | 2001년 1월 5일(23세)   | 7    | 0    | 두나이스카 스트레다     |
| 13   | DF   | 타에르 크루마       | 1990년 2월 2일(33세)   | 33   | 1    | 알포투와                |
| 14   | MF   | 무하마드 아네즈     | 1995년 5월 14일(28세)  | 28   | 1    | 알리파                  |
| 15   | DF   | 칼리드 쿠르다글리   | 1997년 1월 31일(26세)  | 25   | 0    | 알웨흐다트              |
| 16   | MF   | 엘마르 아브라함     | 1999년 3월 1일(24세)   | 1    | 0    | 셰브데 AIK              |
| 17   | MF   | 파흐드 유세프       | 1987년 1월 15일(36세)  | 39   | 7    | 알쇼르타                |
| 18   | MF   | 잘릴 엘리아스       | 1996년 4월 25일(27세)  | 0    | 0    | 조호르 다룰 탁짐        |
| 19   | DF   | 무아야드 알쿨리     | 1993년 10월 16일(30세) | 14   | 0    | 알자이시                |
| 20   | FW   | 안토니오 야쿠브     | 2002년 6월 12일(21세)  | 0    | 0    | 예플레                  |
| 21   | MF   | 이브라힘 헤사르     | 1993년 11월 15일(30세) | 3    | 0    | 벨그라노                |
| 22   | GK   | 아흐마드 마다니아   | 1990년 1월 1일(34세)   | 22   | 0    | 자블레                  |
| 23   | GK   | 타하 모사           | 1987년 5월 24일(36세)  | 6    | 0    | 알포투와                |
| 24   | DF   | 압둘 라만 바이스    | 1998년 6월 14일(25세)  | 13   | 0    | 아테네 칼리테아         |
| 25   | FW   | 마흐무드 알아스와드 | 2003년 9월 14일(20세)  | 0    | 0    | 알카라마                |
| 26   | GK   | 막심 사라프         | 2005년 3월 15일(18세)  | 0    | 0    | CSKA 모스크바           |

### 인도
- 감독:  이고르 슈티마츠

인도는 2023년 12월 12일에 50명의 예비 명단을 발표하였다. 최종 선수 명단은 2023년 12월 30일 발표되었다.
| 번호 | 위치 | 선수               | 생년월일 (나이)        | 출전 | 득점 | 소속              |
| ---- | ---- | ------------------ | ---------------------- | ---- | ---- | ----------------- |
| 1    | GK   | 구르프리트 싱 산두 | 1992년 2월 3일(31세)   | 66   | 0    | 벵갈루루          |
| 2    | DF   | 라훌 베케          | 1990년 12월 6일(33세)  | 24   | 1    | 뭄바이 시티       |
| 3    | DF   | 수브하시시 보스    | 1995년 8월 18일(28세)  | 35   | 0    | 모훈 바간         |
| 4    | DF   | 랄충눙가           | 2000년 12월 25일(23세) | 1    | 0    | 이스트 벵골       |
| 5    | DF   | 산데시 징간        | 1993년 7월 21일(30세)  | 60   | 5    | 고아              |
| 6    | DF   | 아카시 미시라      | 2001년 11월 27일(22세) | 24   | 0    | 뭄바이 시티       |
| 7    | MF   | 아니루드 타파      | 1998년 1월 15일(25세)  | 53   | 4    | 모훈 바간         |
| 8    | MF   | 수레시 싱 왕잠     | 2000년 8월 7일(23세)   | 22   | 1    | 벵갈루루          |
| 9    | FW   | 만비르 싱          | 1995년 11월 7일(28세)  | 37   | 7    | 모훈 바간         |
| 10   | MF   | 브랜던 페르난데스  | 1994년 9월 20일(29세)  | 22   | 0    | 고아              |
| 11   | FW   | 수닐 체트리 (주장) | 1984년 8월 3일(39세)   | 145  | 93   | 벵갈루루          |
| 12   | MF   | 리스턴 콜라코      | 1998년 11월 12일(25세) | 18   | 0    | 모훈 바간         |
| 13   | GK   | 비샬 카이스        | 1996년 7월 22일(27세)  | 4    | 0    | 모훈 바간         |
| 14   | MF   | 나오렘 마헤시 싱   | 1999년 3월 1일(24세)   | 16   | 3    | 이스트 벵골       |
| 15   | MF   | 우단타 싱 쿠맘     | 1996년 6월 14일(27세)  | 48   | 2    | 고아              |
| 16   | MF   | 라훌 K. P.         | 2000년 2월 16일(23세)  | 6    | 0    | 케랄라 블래스터스 |
| 17   | MF   | 랄리안주알라 창테  | 1997년 6월 8일(26세)   | 32   | 7    | 뭄바이 시티       |
| 18   | MF   | 사할 압둘 사마드   | 1997년 4월 1일(26세)   | 35   | 3    | 모훈 바간         |
| 19   | MF   | 랄렝마위아 랄테    | 2000년 10월 17일(23세) | 13   | 0    | 뭄바이 시티       |
| 20   | DF   | 프리탐 코탈        | 1993년 9월 8일(30세)   | 52   | 0    | 케랄라 블래스터스 |
| 21   | DF   | 니킬 푸자리        | 1995년 9월 3일(28세)   | 21   | 1    | 하이데라바드      |
| 22   | DF   | 메흐탑 싱          | 1998년 5월 5일(25세)   | 8    | 0    | 뭄바이 시티       |
| 23   | GK   | 암린더 싱          | 1993년 5월 27일(30세)  | 13   | 0    | 오디샤            |
| 24   | FW   | 비크람 파르탑 싱   | 2002년 1월 16일(21세)  | 0    | 0    | 뭄바이 시티       |
| 25   | MF   | 디팍 탕그리        | 1999년 2월 1일(24세)   | 0    | 0    | 모훈 바간         |
| 26   | FW   | 이샨 판디타        | 1998년 5월 26일(25세)  | 7    | 1    | 케랄라 블래스터스 |

## C조

### 이란
- 감독: 아미르 갈레노에이

이란은 2023년 12월 31일에 27명의 예비 명단을 발표하였다. 최종 선수 명단은 2024년 1월 2일 발표되었다.
| 번호 | 위치 | 선수                   | 생년월일 (나이)        | 출전 | 득점 | 소속            |
| ---- | ---- | ---------------------- | ---------------------- | ---- | ---- | --------------- |
| 1    | GK   | 알리레자 베이란반드    | 1992년 9월 21일(31세)  | 63   | 0    | 페르세폴리스    |
| 2    | DF   | 사데그 모하라미        | 1996년 3월 1일(27세)   | 28   | 1    | 디나모 자그레브 |
| 3    | MF   | 에흐산 하지사피 (주장) | 1990년 2월 25일(33세)  | 137  | 7    | AEK 아테네      |
| 4    | DF   | 쇼자에 칼릴자데        | 1989년 5월 14일(34세)  | 34   | 1    | 트락토르        |
| 5    | DF   | 밀라드 모함마디        | 1993년 9월 29일(30세)  | 54   | 1    | AEK 아테네      |
| 6    | MF   | 사에이드 에자톨라히    | 1996년 10월 1일(27세)  | 60   | 1    | 바일레          |
| 7    | MF   | 알리레자 자한바크슈    | 1993년 8월 11일(30세)  | 76   | 15   | 페예노르트      |
| 8    | MF   | 오미드 에브라히미      | 1987년 9월 15일(36세)  | 58   | 1    | 알샤말          |
| 9    | FW   | 메흐디 타레미          | 1992년 7월 18일(31세)  | 76   | 42   | 포르투          |
| 10   | FW   | 카림 안사리파르드      | 1990년 4월 3일(33세)   | 100  | 29   | 오모니아        |
| 11   | FW   | 레자 아사디            | 1996년 1월 17일(27세)  | 8    | 1    | 세파한          |
| 12   | GK   | 파얌 니아즈만드        | 1995년 4월 6일(28세)   | 8    | 0    | 세파한          |
| 13   | DF   | 호세인 카나니자데간    | 1994년 3월 23일(29세)  | 46   | 4    | 페르세폴리스    |
| 14   | MF   | 사만 고도스            | 1993년 9월 6일(30세)   | 42   | 3    | 브렌트퍼드      |
| 15   | MF   | 루즈베 체슈미          | 1993년 7월 24일(30세)  | 31   | 3    | 에스테글랄      |
| 16   | MF   | 메흐디 토라비          | 1994년 9월 10일(29세)  | 47   | 7    | 페르세폴리스    |
| 17   | MF   | 알리 골리자데          | 1996년 3월 10일(27세)  | 32   | 6    | 레흐 포즈난     |
| 18   | FW   | 메흐디 가예디          | 1998년 12월 5일(25세)  | 12   | 4    | 이티하드 칼바   |
| 19   | DF   | 마지드 호세이니        | 1996년 6월 20일(27세)  | 26   | 0    | 카이세리스포르  |
| 20   | FW   | 사르다르 아즈문        | 1995년 1월 1일(29세)   | 75   | 49   | 로마            |
| 21   | MF   | 모함마드 모헤비        | 1998년 12월 20일(25세) | 15   | 4    | 로스토프        |
| 22   | GK   | 호세인 호세이니        | 1992년 6월 30일(31세)  | 10   | 0    | 에스테글랄      |
| 23   | MF   | 라민 레자에이안        | 1990년 3월 21일(33세)  | 58   | 6    | 세파한          |
| 24   | DF   | 아리아 유세피          | 2002년 4월 22일(21세)  | 2    | 0    | 세파한          |
| 25   | DF   | 사만 팔라              | 2001년 5월 12일(22세)  | 2    | 0    | 골 고하르       |
| 26   | FW   | 샤리야르 모간루        | 1994년 12월 21일(29세) | 6    | 2    | 세파한          |

### 아랍에미리트
- 감독:  파울루 벤투

아랍에미리트는 2023년 12월 22일에 31명의 예비 명단을 발표하였다. 2024년 1월 4일, 아랍에미리트는 최종 선수 명단을 발표하였다. 1월 12일, 칼리드 타우히드는 부상으로 인해 하산 함자로 대체되었다.
| 번호 | 위치 | 선수               | 생년월일 (나이)        | 출전 | 득점 | 소속            |
| ---- | ---- | ------------------ | ---------------------- | ---- | ---- | --------------- |
| 1    | GK   | 알리 카시프        | 1987년 6월 9일(36세)   | 71   | 0    | 알자지라        |
| 2    | DF   | 압둘라 이드리스    | 1999년 8월 16일(24세)  | 7    | 0    | 알자지라        |
| 3    | DF   | 자예드 술탄        | 2001년 4월 11일(22세)  | 3    | 0    | 알자지라        |
| 4    | DF   | 칼리드 알하셰미    | 1997년 3월 18일(26세)  | 9    | 0    | 알아인          |
| 5    | MF   | 알리 살민          | 1995년 4월 2일(28세)   | 56   | 3    | 알와슬          |
| 6    | MF   | 마지드 라시드      | 2000년 5월 16일(23세)  | 13   | 0    | 샤르자          |
| 7    | FW   | 알리 맙쿠트 (주장) | 1990년 10월 5일(33세)  | 113  | 84   | 알자지라        |
| 8    | MF   | 타흐눈 알자비      | 1999년 4월 10일(24세)  | 22   | 1    | 알와흐다        |
| 9    | FW   | 알리 살레          | 2000년 1월 22일(23세)  | 32   | 3    | 알와슬          |
| 10   | FW   | 파비우 리마        | 1993년 6월 30일(30세)  | 23   | 10   | 알와슬          |
| 11   | FW   | 카이우 카네두      | 1990년 8월 9일(33세)   | 36   | 9    | 알와슬          |
| 12   | DF   | 칼리파 알함마디    | 1998년 11월 7일(25세)  | 37   | 1    | 알자지라        |
| 13   | DF   | 모함메드 알아타스  | 1997년 8월 5일(26세)   | 26   | 1    | 알자지라        |
| 14   | MF   | 압둘라 하마드      | 2001년 9월 18일(22세)  | 8    | 0    | 알와흐다        |
| 15   | MF   | 야히아 나데르      | 1998년 9월 11일(25세)  | 6    | 0    | 알아인          |
| 16   | MF   | 모함메드 압바스    | 2002년 9월 30일(21세)  | 2    | 0    | 알아인          |
| 17   | GK   | 칼리드 에이사      | 1989년 9월 15일(34세)  | 70   | 0    | 알아인          |
| 18   | MF   | 압둘라 라마단      | 1998년 3월 7일(25세)   | 42   | 1    | 알자지라        |
| 19   | DF   | 칼리드 이브라힘    | 1997년 1월 17일(26세)  | 11   | 0    | 샤르자          |
| 20   | FW   | 야히아 알가사니    | 1998년 4월 18일(25세)  | 12   | 3    | 샤바브 알아흘리 |
| 21   | FW   | 하리브 압달라      | 2002년 11월 26일(21세) | 21   | 2    | 샤바브 알아흘리 |
| 22   | GK   | 하산 함자          | 1994년 11월 10일(29세) | 0    | 0    | 샤바브 알아흘리 |
| 23   | FW   | 술탄 아딜          | 2004년 5월 4일(19세)   | 6    | 1    | 칼바            |
| 24   | DF   | 아흐메드 압달라    | 1999년 1월 16일(24세)  | 8    | 0    | 샤바브 알아흘리 |
| 25   | DF   | 압둘라흐만 살레    | 2002년 10월 13일(21세) | 0    | 0    | 알와슬          |
| 26   | DF   | 바데르 나세르      | 2001년 9월 16일(22세)  | 4    | 0    | 샤바브 알아흘리 |

### 홍콩
- 감독:  예른 안데르센

홍콩은 2023년 12월 19일에 30명의 예비 명단을 발표하였다. 25명으로 구성된 최종 선수 명단은 2023년 12월 26일 발표되었다. 2024년 1월 1일, 셰자창이 명단에 포함되었다.
| 번호 | 위치 | 선수                | 생년월일 (나이)        | 출전 | 득점 | 소속             |
| ---- | ---- | ------------------- | ---------------------- | ---- | ---- | ---------------- |
| 1    | GK   | 입훙파이 (주장)     | 1990년 3월 21일(33세)  | 88   | 0    | 이스턴           |
| 2    | DF   | 제가컹              | 1992년 5월 3일(31세)   | 8    | 0    | 래드클리프       |
| 3    | DF   | 올리버 게르비히     | 1998년 12월 12일(25세) | 2    | 0    | 킷치             |
| 4    | DF   | 바스 누녜스         | 1995년 11월 22일(28세) | 8    | 0    | 다롄 프로        |
| 5    | DF   | 엘리우              | 1986년 1월 31일(37세)  | 35   | 1    | 킷치             |
| 6    | MF   | 후진밍              | 1997년 11월 21일(26세) | 17   | 0    | 리만             |
| 7    | DF   | 뤄쯔쥔              | 1997년 3월 2일(26세)   | 25   | 1    | 킷치             |
| 8    | MF   | 천쥔러              | 1996년 1월 15일(27세)  | 42   | 3    | 킷치             |
| 9    | FW   | 맷 오어             | 1997년 1월 1일(27세)   | 19   | 3    | 광시 핑궈 하랴오 |
| 10   | MF   | 황웨이              | 1992년 9월 17일(31세)  | 43   | 4    | 리만             |
| 11   | FW   | 에베르통 카마르구   | 1991년 5월 25일(32세)  | 5    | 4    | 리만             |
| 12   | MF   | 린옌팅              | 1999년 12월 9일(24세)  | 1    | 0    | 레인저스         |
| 13   | DF   | 리이카이            | 1994년 10월 15일(29세) | 9    | 0    | 레인저스         |
| 14   | FW   | 판페이쉬안          | 2000년 10월 3일(23세)  | 7    | 4    | 킷치             |
| 15   | MF   | 장시옌              | 2000년 4월 6일(23세)   | 4    | 0    | 리만             |
| 16   | MF   | 천자오쥔            | 1992년 8월 1일(31세)   | 18   | 3    | 다푸             |
| 17   | DF   | 신이치 챈           | 2002년 9월 5일(21세)   | 11   | 1    | 킷치             |
| 18   | GK   | 우웨이첸            | 2002년 6월 30일(21세)  | 0    | 0    | 서던             |
| 19   | GK   | 셰자룽              | 1999년 9월 4일(24세)   | 5    | 0    | 다푸             |
| 20   | FW   | 마이클 우데불루조르 | 2004년 4월 1일(19세)   | 5    | 2    | 잉골슈타트 04    |
| 21   | DF   | 루쯔난              | 1998년 5월 12일(25세)  | 17   | 0    | 메이저우 하카    |
| 22   | MF   | 위짜이옌            | 2001년 10월 8일(22세)  | 2    | 0    | 이스턴           |
| 23   | DF   | 쑨밍첸              | 2000년 6월 19일(23세)  | 23   | 2    | 이스턴           |
| 24   | MF   | 쥐잉즈              | 1987년 7월 24일(36세)  | 44   | 3    | 서던             |
| 25   | FW   | 스테판 페레이라     | 1988년 4월 16일(35세)  | 1    | 0    | 서던             |
| 26   | FW   | 주니뉴              | 1990년 12월 11일(33세) | 1    | 0    | 킷치             |

### 팔레스타인
- 감독:  마크람 다부브

팔레스타인의 최종 선수 명단은 2024년 1월 1일 발표되었다.
| 번호 | 위치 | 선수                   | 생년월일 (나이)        | 출전 | 득점 | 소속                    |
| ---- | ---- | ---------------------- | ---------------------- | ---- | ---- | ----------------------- |
| 1    | GK   | 아므르 카두라          | 1994년 7월 1일(29세)   | 3    | 0    | 란스크로나 BoIS         |
| 2    | DF   | 모함메드 칼릴          | 1998년 4월 5일(25세)   | 12   | 0    | 힐랄 알쿠드스           |
| 3    | MF   | 모함메드 라시드        | 1995년 1월 29일(28세)  | 36   | 2    | 발리 유나이티드         |
| 4    | DF   | 야세르 하메드          | 1997년 12월 9일(26세)  | 26   | 5    | 노스이스트 유나이티드   |
| 5    | DF   | 모함메드 살레          | 1993년 7월 18일(30세)  | 26   | 0    | 알이티하드 알렉산드리아 |
| 6    | MF   | 오다이 카루브          | 1993년 2월 5일(30세)   | 23   | 0    | 힐랄 알쿠드스           |
| 7    | DF   | 무사브 알바타트 (주장) | 1993년 11월 12일(30세) | 56   | 1    | 샤바브 알다히리야       |
| 8    | FW   | 알라 알딘 하산         | 2000년 1월 31일(23세)  | 2    | 0    | 브네이 사크닌           |
| 9    | MF   | 타메르 세얌            | 1992년 11월 25일(31세) | 59   | 12   | PT 쁘라쭈압             |
| 10   | MF   | 마흐무드 아부 와르다   | 1995년 5월 31일(28세)  | 29   | 3    | 마르카즈 발라타         |
| 11   | FW   | 오다이 다바그          | 1998년 12월 3일(25세)  | 29   | 10   | 샤를루아                |
| 12   | DF   | 카밀로 살다냐          | 1999년 7월 13일(24세)  | 4    | 0    | 우니온 산펠리페         |
| 13   | FW   | 셰하브 쿤바르          | 1997년 8월 10일(26세)  | 1    | 0    | 자발 알무카베르         |
| 14   | MF   | 사메르 주바이다        | 2001년 4월 26일(22세)  | 0    | 0    | 힐랄 알쿠드스           |
| 15   | DF   | 미첼 테르마니니        | 1998년 5월 8일(25세)   | 9    | 1    | 카즈마                  |
| 16   | GK   | 나임 아부아케르        | 1995년 1월 20일(28세)  | 1    | 0    | 샤바브 알다히리야       |
| 17   | DF   | 무사 파라위            | 1998년 3월 22일(25세)  | 14   | 0    | 힐랄 알쿠드스           |
| 18   | DF   | 아미드 마하즈나        | 1996년 11월 11일(27세) | 1    | 0    | 하포엘 움 알팜          |
| 19   | FW   | 마흐무드 와디          | 1994년 12월 19일(29세) | 20   | 0    | 알 모카을룬             |
| 20   | FW   | 자이드 쿤바르          | 2002년 9월 4일(21세)   | 2    | 0    | 자발 알무카베르         |
| 21   | MF   | 이슬람 바트란          | 1994년 10월 1일(29세)  | 27   | 5    | 힐랄 알쿠드스           |
| 22   | GK   | 라미 하마데            | 1994년 3월 24일(29세)  | 42   | 0    | 자발 알무카베르         |
| 23   | MF   | 아타 자베르            | 1994년 10월 3일(29세)  | 6    | 0    | 네프치 바쿠             |
| 24   | DF   | 마흐디 이사            | 1998년 11월 3일(25세)  | 0    | 0    | 자발 알무카베르         |
| 25   | DF   | 사메르 준디            | 1996년 9월 27일(27세)  | 7    | 0    | 힐랄 알쿠드스           |
| 26   | GK   | 바라 카루브            | 1998년 3월 20일(25세)  | 0    | 0    | 마르카즈 발라타         |

## D조

### 일본
- 감독: 모리야스 하지메

일본의 최종 선수 명단은 2024년 1월 1일 발표되었다.
| 번호 | 위치 | 선수                 | 생년월일 (나이)        | 출전 | 득점 | 소속                    |
| ---- | ---- | -------------------- | ---------------------- | ---- | ---- | ----------------------- |
| 1    | GK   | 마에카와 다이야      | 1994년 9월 8일(29세)   | 1    | 0    | 비셀 고베               |
| 2    | DF   | 스가와라 유키나리    | 2000년 6월 28일(23세)  | 9    | 1    | AZ                      |
| 3    | DF   | 다니구치 쇼고        | 1991년 7월 15일(32세)  | 24   | 1    | 알라이얀                |
| 4    | DF   | 이타쿠라 고          | 1997년 1월 27일(26세)  | 22   | 1    | 보루시아 묀헨글라트바흐 |
| 5    | MF   | 모리타 히데마사      | 1995년 5월 10일(28세)  | 28   | 2    | 스포르팅 CP             |
| 6    | MF   | 엔도 와타루 (주장)   | 1993년 2월 9일(30세)   | 55   | 2    | 리버풀                  |
| 7    | MF   | 미토마 가오루        | 1997년 5월 20일(26세)  | 18   | 7    | 브라이턴 & 호브 앨비언  |
| 8    | MF   | 미나미노 다쿠미      | 1995년 1월 16일(28세)  | 52   | 18   | 모나코                  |
| 9    | FW   | 우에다 아야세        | 1998년 8월 28일(25세)  | 19   | 7    | 페예노르트              |
| 10   | MF   | 도안 리쓰            | 1998년 6월 16일(25세)  | 42   | 7    | 프라이부르크            |
| 11   | FW   | 호소야 마오          | 2001년 9월 7일(22세)   | 4    | 1    | 가시와 레이솔           |
| 12   | GK   | 노자와 다이시 브랜던 | 2002년 12월 25일(21세) | 0    | 0    | FC 도쿄                 |
| 13   | MF   | 나카무라 게이토      | 2000년 7월 28일(23세)  | 5    | 5    | 랭스                    |
| 14   | MF   | 이토 준야            | 1993년 3월 9일(30세)   | 51   | 13   | 랭스                    |
| 15   | DF   | 마치다 고키          | 1997년 8월 25일(26세)  | 6    | 0    | 위니옹 SG               |
| 16   | DF   | 마이쿠마 세이야      | 1997년 10월 16일(26세) | 4    | 0    | 세레소 오사카           |
| 17   | MF   | 하타테 레오          | 1997년 11월 21일(26세) | 5    | 0    | 셀틱                    |
| 18   | FW   | 아사노 다쿠마        | 1994년 11월 10일(29세) | 48   | 9    | 보훔                    |
| 19   | DF   | 나카야마 유타        | 1997년 2월 16일(26세)  | 20   | 0    | 허더즈필드 타운         |
| 20   | MF   | 구보 다케후사        | 2001년 6월 4일(22세)   | 29   | 3    | 레알 소시에다드         |
| 21   | DF   | 이토 히로키          | 1999년 5월 12일(24세)  | 13   | 1    | 슈투트가르트            |
| 22   | DF   | 도미야스 다케히로    | 1998년 11월 5일(25세)  | 37   | 1    | 아스널                  |
| 23   | GK   | 스즈키 자이온        | 2002년 8월 21일(21세)  | 4    | 0    | 신트트라위던            |
| 24   | DF   | 와타나베 쓰요시      | 1997년 2월 5일(26세)   | 2    | 0    | 헨트                    |
| 25   | FW   | 마에다 다이젠        | 1997년 10월 20일(26세) | 13   | 3    | 셀틱                    |
| 26   | MF   | 사노 가이슈          | 2000년 12월 30일(23세) | 2    | 0    | 가시마 앤틀러스         |

### 인도네시아
- 감독:  신태용

인도네시아는 2023년 12월 19일에 29명의 예비 명단을 발표하였다. 12월 20일, 얀체 사유리가 부상으로 이탈하면서 예비 명단은 28명으로 축소되었다. 최종 선수 명단은 1월 4일 발표되었다. 1월 11일, 사딜 람다니에서 아담 알리스로 명단이 교체되었다. 1월 14일, 샤흐룰 트리스나는 부상으로 인해 나데오 아르가위나타로 교체되었다.
| 번호 | 위치 | 선수                     | 생년월일 (나이)        | 출전 | 득점 | 소속                |
| ---- | ---- | ------------------------ | ---------------------- | ---- | ---- | ------------------- |
| 1    | GK   | 무함마드 리얀디          | 2000년 1월 3일(24세)   | 5    | 0    | 페르시스 솔로       |
| 2    | FW   | 야코브 사유리            | 1997년 9월 22일(26세)  | 14   | 2    | PSM 마카사르        |
| 3    | DF   | 엘칸 바고트              | 2002년 10월 23일(21세) | 19   | 2    | 입스위치 타운       |
| 4    | DF   | 조르디 아마트            | 1992년 3월 21일(31세)  | 10   | 1    | 조호르 다룰 탁짐    |
| 5    | DF   | 리즈키 리드호            | 2001년 11월 21일(22세) | 27   | 3    | 페르시자 자카르타   |
| 6    | DF   | 샌디 월시                | 1995년 3월 14일(28세)  | 4    | 0    | 메헬렌              |
| 7    | MF   | 마르셀리노 페르디난      | 2004년 9월 9일(19세)   | 14   | 2    | 데인저              |
| 8    | FW   | 위탄 술라에만            | 2001년 10월 8일(22세)  | 35   | 9    | 바양카라            |
| 9    | FW   | 디마스 드라자드          | 1997년 3월 30일(26세)  | 11   | 6    | 페르시카보 1973     |
| 10   | FW   | 에기 마울라나            | 2000년 7월 7일(23세)   | 21   | 8    | 데와 유나이티드     |
| 11   | FW   | 라파엘 스트라위크        | 2003년 3월 27일(20세)  | 4    | 0    | ADO 덴하흐          |
| 12   | DF   | 프라타마 아르한          | 2001년 12월 21일(22세) | 36   | 3    | 도쿄 베르디         |
| 13   | DF   | 에도 페브리안사          | 1997년 7월 25일(26세)  | 13   | 0    | 페르십 반둥         |
| 14   | DF   | 아스나위 망쿠알람 (주장) | 1999년 10월 4일(24세)  | 36   | 1    | 전남 드래곤즈       |
| 15   | MF   | 리키 캄부아야            | 1996년 5월 5일(27세)   | 32   | 5    | 데와 유나이티드     |
| 16   | FW   | 호키 카라카              | 2004년 8월 21일(19세)  | 3    | 2    | PSS 슬레만          |
| 17   | MF   | 아담 알리스              | 1993년 12월 19일(30세) | 9    | 1    | 보르네오 사마린다   |
| 18   | FW   | 라마단 사난타            | 2002년 11월 27일(21세) | 7    | 4    | 페르시스 솔로       |
| 19   | DF   | 와휴 프라세티요          | 1998년 3월 21일(25세)  | 1    | 0    | PSIS 스마랑         |
| 20   | DF   | 셰인 파티나마            | 1998년 8월 11일(25세)  | 5    | 1    | 비킹                |
| 21   | GK   | 에르난도 아리            | 2002년 2월 27일(21세)  | 5    | 0    | 페르세바야 수라바야 |
| 22   | FW   | 덴디 술리스티야완        | 1996년 10월 12일(27세) | 16   | 5    | 바양카라            |
| 23   | MF   | 마르크 클로크            | 1993년 4월 20일(30세)  | 18   | 4    | 페르십 반둥         |
| 24   | MF   | 이바르 제너              | 2004년 1월 10일(20세)  | 2    | 0    | 위트레흐트          |
| 25   | DF   | 저스틴 허브너            | 2003년 9월 14일(20세)  | 0    | 0    | 울버햄프턴 원더러스 |
| 26   | GK   | 나데오 아르가위나타      | 1997년 3월 9일(26세)   | 24   | 0    | 보르네오 사마린다   |

### 이라크
- 감독:  헤수스 카사스

이라크의 최종 선수 명단은 2023년 12월 27일 발표되었다. 2024년 1월 1일, 암자드 아트완은 부상으로 인해 아캄 하심으로 대체되었다.
| 번호 | 위치 | 선수              | 생년월일 (나이)        | 출전 | 득점 | 소속                        |
| ---- | ---- | ----------------- | ---------------------- | ---- | ---- | --------------------------- |
| 1    | GK   | 파하드 탈리브     | 1994년 10월 21일(29세) | 19   | 0    | 사나트 나프트 아바단        |
| 2    | DF   | 레빈 술라카       | 1992년 4월 12일(31세)  | 34   | 0    | 브롬마포이카르나            |
| 3    | DF   | 후세인 알리       | 2002년 3월 1일(21세)   | 4    | 0    | 헤이렌베인                  |
| 4    | DF   | 사드 나티크       | 1994년 3월 19일(29세)  | 33   | 0    | 아브하                      |
| 5    | DF   | 프란스 푸트로스   | 1993년 7월 14일(30세)  | 14   | 0    | 포트                        |
| 6    | DF   | 알리 아드난       | 1993년 12월 19일(30세) | 90   | 7    | 메스 라프산잔               |
| 7    | MF   | 유세프 아민       | 2003년 8월 21일(20세)  | 2    | 1    | 아인트라흐트 브라운슈바이크 |
| 8    | MF   | 이브라힘 바예슈   | 2000년 5월 1일(23세)   | 46   | 6    | 알쿠와 알자위야             |
| 9    | FW   | 알리 알하마디     | 2002년 3월 1일(21세)   | 11   | 3    | AFC 윔블던                  |
| 10   | FW   | 모하나드 알리     | 2000년 6월 20일(23세)  | 40   | 18   | 알쇼르타                    |
| 11   | MF   | 지단 이크발       | 2003년 4월 27일(20세)  | 4    | 0    | 위트레흐트                  |
| 12   | GK   | 잘랄 하산 (주장)  | 1991년 5월 18일(32세)  | 75   | 0    | 알자우라                    |
| 13   | MF   | 바샤르 레산       | 1996년 12월 22일(27세) | 59   | 4    | 카타르 SC                   |
| 14   | MF   | 아캄 하심         | 1998년 8월 16일(25세)  | 0    | 0    | 아르빌                      |
| 15   | DF   | 알란 모히딘       | 1993년 11월 11일(30세) | 2    | 0    | 우트시크텐스                |
| 16   | MF   | 아미르 알암마리   | 1997년 7월 27일(26세)  | 23   | 1    | 할름스타드                  |
| 17   | MF   | 알리 자심         | 2004년 1월 20일(19세)  | 4    | 0    | 알쿠와 알자위야             |
| 18   | FW   | 아이멘 후세인     | 1996년 3월 22일(27세)  | 68   | 17   | 알쿠와 알자위야             |
| 19   | MF   | 다닐로 알사에드   | 1999년 2월 24일(24세)  | 2    | 0    | 사네피오르                  |
| 20   | MF   | 오사마 라시드     | 1992년 1월 17일(31세)  | 29   | 1    | 비젤라                      |
| 21   | MF   | 아흐마드 알레이   | 1996년 4월 29일(27세)  | 3    | 0    | 루앙                        |
| 22   | GK   | 아흐메드 바실     | 1996년 8월 19일(27세)  | 4    | 0    | 알쇼르타                    |
| 23   | DF   | 메르차스 도스키   | 1999년 12월 7일(24세)  | 9    | 0    | 슬로바츠코                  |
| 24   | DF   | 자이드 타흐신     | 2001년 1월 29일(22세)  | 4    | 0    | 알탈라바                    |
| 25   | DF   | 아흐메드 야흐야   | 1997년 5월 27일(26세)  | 3    | 0    | 알쇼르타                    |
| 26   | MF   | 몬타데르 마드제드 | 2005년 4월 24일(18세)  | 0    | 0    | 함마르뷔                    |

### 베트남
- 감독:  필리프 트루시에

베트남은 2023년 12월 25일에 34명의 예비 명단을 발표하였다. 12월 28일, 팜반루안이 예비 명단에 포함되었다. 12월 29일, 응우옌타인충과 호앙반또안은 부상으로 인해 각각 부이띠엔중, 호딴따이로 교체되었다. 또한 12월 31일, 당반럼, 부이띠엔중, 응우옌득찌엔, 응우옌타인난이 부상으로 인해 명단에서 제외되었다. 2024년 1월 3일, 꾸에응옥하이와 응우옌띠엔린이 부상으로 제외되었다. 최종 선수 명단은 2024년 1월 4일에 발표되었으며, 같은 날 응우옌호앙득이 부상으로 인해 하차하였고, 이후 응우옌반쯔엉으로 교체되었다. 1월 12일, 찌에우비엣훙에서 레응옥바오로 명단이 교체되었다.
| 번호 | 위치 | 선수           | 생년월일 (나이)        | 출전 | 득점 | 소속            |
| ---- | ---- | -------------- | ---------------------- | ---- | ---- | --------------- |
| 1    | GK   | 필리프 응우옌  | 1992년 9월 14일(31세)  | 1    | 0    | 하노이 폴리스   |
| 2    | DF   | 도주이마인     | 1996년 9월 29일(27세)  | 55   | 1    | 하노이          |
| 3    | DF   | 보민쫑         | 2001년 10월 24일(22세) | 5    | 0    | 베카멕스 빈즈엉 |
| 4    | DF   | 호딴따이       | 1997년 11월 6일(26세)  | 24   | 4    | 하노이 폴리스   |
| 5    | DF   | 잡뚜언즈엉     | 2002년 9월 7일(21세)   | 4    | 0    | 하노이 폴리스   |
| 6    | DF   | 응우옌타인빈   | 2000년 11월 2일(23세)  | 17   | 1    | 비엣텔          |
| 7    | DF   | 팜쑤언마인     | 1996년 3월 27일(27세)  | 6    | 0    | 하노이          |
| 8    | MF   | 도훙중         | 1999년 1월 2일(25세)   | 38   | 1    | 하노이          |
| 9    | FW   | 응우옌반또안   | 1996년 4월 12일(27세)  | 58   | 7    | 텝싸인 남딘     |
| 10   | FW   | 팜뚜언하이     | 1998년 5월 19일(25세)  | 25   | 4    | 하노이          |
| 11   | MF   | 응우옌뚜언아인 | 1995년 5월 16일(28세)  | 41   | 1    | 호앙아인 잘라이 |
| 12   | DF   | 판뚜안타이     | 2001년 1월 7일(23세)   | 9    | 0    | 비엣텔          |
| 13   | MF   | 쯔엉띠엔아인   | 1999년 4월 25일(24세)  | 7    | 1    | 비엣텔          |
| 14   | FW   | 응우옌반쯔엉   | 2003년 10월 9일(20세)  | 1    | 0    | 하노이          |
| 15   | FW   | 응우옌딘박     | 2004년 8월 19일(19세)  | 6    | 1    | 꽝남            |
| 16   | MF   | 응우옌따이손   | 2003년 7월 13일(20세)  | 7    | 0    | 동아 타인호아   |
| 17   | DF   | 부반타인       | 1996년 4월 14일(27세)  | 45   | 5    | 하노이 폴리스   |
| 18   | MF   | 응우옌하이롱   | 2000년 8월 27일(23세)  | 2    | 0    | 하노이          |
| 19   | MF   | 응우옌꽝하이   | 1997년 4월 12일(26세)  | 57   | 10   | 하노이 폴리스   |
| 20   | DF   | 부이호앙비엣안 | 1999년 1월 1일(25세)   | 16   | 0    | 하노이 폴리스   |
| 21   | GK   | 응우옌딘찌에우 | 1991년 11월 4일(32세)  | 3    | 0    | 하이퐁          |
| 22   | FW   | 꾸앗반캉       | 2003년 5월 11일(20세)  | 9    | 1    | 비엣텔          |
| 23   | GK   | 응우옌반비엣   | 2002년 7월 12일(21세)  | 1    | 0    | 송람 응에안     |
| 24   | FW   | 응우옌반퉁     | 2001년 6월 2일(22세)   | 4    | 0    | 하노이          |
| 25   | MF   | 레팜타인롱     | 1996년 6월 5일(27세)   | 2    | 0    | 하노이 폴리스   |
| 26   | DF   | 레응옥바오     | 1998년 3월 27일(25세)  | 1    | 0    | 꾸이년 빈딘     |

## E조

### 대한민국
- 감독:  위르겐 클린스만

대한민국의 최종 선수 명단은 2023년 12월 28일 발표되었다.
| 번호 | 위치 | 선수            | 생년월일 (나이)        | 출전 | 득점 | 소속                |
| ---- | ---- | --------------- | ---------------------- | ---- | ---- | ------------------- |
| 1    | GK   | 김승규          | 1990년 9월 30일(34세)  | 79   | 0    | 알샤바브            |
| 2    | DF   | 이기제          | 1991년 7월 9일(34세)   | 11   | 0    | 수원 삼성 블루윙즈  |
| 3    | DF   | 김진수          | 1992년 6월 13일(33세)  | 69   | 2    | 전북 현대 모터스    |
| 4    | DF   | 김민재 (부주장) | 1996년 11월 15일(28세) | 55   | 4    | 바이에른 뮌헨       |
| 5    | MF   | 박용우          | 1993년 9월 10일(31세)  | 7    | 0    | 알아인              |
| 6    | MF   | 황인범          | 1996년 9월 20일(28세)  | 49   | 5    | 츠르베나 즈베즈다   |
| 7    | MF   | 손흥민 (주장)   | 1992년 7월 8일(33세)   | 116  | 41   | 토트넘 홋스퍼       |
| 8    | MF   | 홍현석          | 1999년 6월 16일(26세)  | 4    | 0    | 헨트                |
| 9    | FW   | 조규성          | 1998년 1월 25일(27세)  | 30   | 8    | 미트윌란            |
| 10   | MF   | 이재성          | 1992년 8월 10일(32세)  | 77   | 9    | 마인츠 05           |
| 11   | MF   | 황희찬          | 1996년 1월 26일(29세)  | 59   | 12   | 울버햄프턴 원더러스 |
| 12   | GK   | 송범근          | 1997년 10월 15일(27세) | 1    | 0    | 쇼난 벨마레         |
| 13   | MF   | 이순민          | 1994년 5월 22일(31세)  | 4    | 0    | 광주 FC             |
| 14   | MF   | 문선민          | 1992년 6월 9일(33세)   | 16   | 2    | 전북 현대 모터스    |
| 15   | DF   | 정승현          | 1994년 4월 3일(31세)   | 19   | 1    | 울산 HD             |
| 16   | MF   | 박진섭          | 1995년 10월 23일(29세) | 1    | 0    | 전북 현대 모터스    |
| 17   | MF   | 정우영          | 1999년 9월 20일(25세)  | 15   | 3    | VfB 슈투트가르트    |
| 18   | MF   | 이강인          | 2001년 2월 19일(24세)  | 18   | 4    | 파리 생제르맹       |
| 19   | DF   | 김영권          | 1990년 2월 27일(35세)  | 103  | 7    | 울산 HD             |
| 20   | FW   | 오현규          | 2001년 4월 12일(24세)  | 7    | 0    | 셀틱                |
| 21   | GK   | 조현우          | 1991년 9월 25일(33세)  | 24   | 0    | 울산 HD             |
| 22   | DF   | 설영우          | 1998년 12월 5일(26세)  | 7    | 0    | 울산 HD             |
| 23   | DF   | 김태환          | 1989년 7월 24일(36세)  | 24   | 0    | 울산 HD             |
| 24   | DF   | 김주성          | 2000년 12월 12일(24세) | 2    | 0    | FC 서울             |
| 25   | DF   | 김지수          | 2004년 12월 24일(20세) | 0    | 0    | 브렌트퍼드 B        |
| 26   | MF   | 양현준          | 2002년 5월 25일(23세)  | 1    | 0    | 셀틱                |

### 말레이시아
- 감독:  김판곤

말레이시아의 최종 선수 명단은 2023년 12월 19일 발표되었다.
| 번호 | 위치 | 선수                 | 생년월일 (나이)        | 출전 | 득점 | 소속              |
| ---- | ---- | -------------------- | ---------------------- | ---- | ---- | ----------------- |
| 1    | GK   | 아즈리 가니          | 1999년 4월 30일(24세)  | 0    | 0    | 쿠알라룸푸르 시티 |
| 2    | DF   | 매슈 데이비스        | 1995년 2월 7일(28세)   | 47   | 0    | 조호르 다룰 탁짐  |
| 3    | DF   | 샤룰 사드            | 1993년 7월 8일(30세)   | 54   | 5    | 조호르 다룰 탁짐  |
| 4    | DF   | 다니엘 팅            | 1992년 12월 1일(31세)  | 4    | 1    | 사바              |
| 5    | DF   | 샤미 사파리          | 1998년 2월 5일(25세)   | 26   | 1    | 조호르 다룰 탁짐  |
| 6    | DF   | 도미닉 탄            | 1997년 3월 12일(26세)  | 24   | 0    | 사바              |
| 7    | FW   | 파이살 하림          | 1998년 1월 7일(26세)   | 29   | 14   | 슬랑오르          |
| 8    | MF   | 스튜어트 윌킨        | 1998년 3월 12일(25세)  | 16   | 4    | 사바              |
| 9    | FW   | 대런 록              | 1991년 3월 9일(32세)   | 30   | 6    | 사바              |
| 10   | MF   | 엔드리키             | 1995년 3월 7일(28세)   | 9    | 0    | 조호르 다룰 탁짐  |
| 11   | FW   | 사파위 라싯          | 1997년 3월 5일(26세)   | 58   | 20   | 트렝가누          |
| 12   | FW   | 아리프 아이만 하나피 | 2002년 5월 4일(21세)   | 23   | 6    | 조호르 다룰 탁짐  |
| 13   | FW   | 모하마두 수마레      | 1994년 9월 20일(29세)  | 31   | 7    | 조호르 다룰 탁짐  |
| 14   | MF   | 샤메르 쿠티 압바     | 1997년 10월 1일(26세)  | 32   | 1    | 조호르 다룰 탁짐  |
| 15   | DF   | 유니오르 엘드스톨    | 1991년 9월 16일(32세)  | 21   | 0    | 데와 유나이티드   |
| 16   | GK   | 시한 하즈미          | 1996년 2월 22일(27세)  | 18   | 0    | 조호르 다룰 탁짐  |
| 17   | FW   | 파울루 조슈에        | 1989년 3월 13일(34세)  | 8    | 4    | 쿠알라룸푸르 시티 |
| 18   | MF   | 브렌던 간            | 1988년 6월 3일(35세)   | 34   | 1    | 슬랑오르          |
| 19   | FW   | 아크야르 라싯        | 1999년 5월 1일(24세)   | 46   | 10   | 조호르 다룰 탁짐  |
| 20   | MF   | 아피크 파자일        | 1994년 9월 29일(29세)  | 5    | 0    | 조호르 다룰 탁짐  |
| 21   | DF   | 디온 쿨스 (주장)     | 1996년 6월 4일(27세)   | 21   | 4    | 부리람 유나이티드 |
| 22   | DF   | 라비어 코르뱅옹      | 1991년 4월 22일(32세)  | 31   | 4    | 조호르 다룰 탁짐  |
| 23   | GK   | 시크 이잔            | 2002년 3월 22일(21세)  | 1    | 0    | 느그리 슴빌란     |
| 24   | MF   | 나초 인사            | 1986년 6월 9일(37세)   | 1    | 0    | 조호르 다룰 탁짐  |
| 25   | DF   | 쿠자이미 피에        | 1993년 11월 11일(30세) | 9    | 0    | 슬랑오르          |
| 26   | FW   | 로멜 모랄레스        | 1997년 8월 23일(26세)  | 0    | 0    | 쿠알라룸푸르 시티 |

### 요르단
- 감독:  후세인 아무타

요르단은 2023년 12월 20일에 30명의 예비 명단을 발표하였다. 최종 선수 명단은 2023년 12월 31일 발표되었다.
| 번호 | 위치 | 선수                   | 생년월일 (나이)        | 출전 | 득점 | 소속            |
| ---- | ---- | ---------------------- | ---------------------- | ---- | ---- | --------------- |
| 1    | GK   | 야지드 아부 라일라     | 1993년 1월 8일(31세)   | 35   | 0    | 알자발라인      |
| 2    | DF   | 모함마드 아부 하시시   | 1995년 5월 9일(28세)   | 26   | 0    | 알아헤드        |
| 3    | DF   | 압달라 나시브          | 1994년 2월 25일(29세)  | 28   | 2    | 알후세인        |
| 4    | DF   | 바라 마레이            | 1994년 4월 15일(29세)  | 12   | 0    | 알파이살리      |
| 5    | DF   | 야잔 알아라브          | 1996년 1월 31일(27세)  | 50   | 1    | 슬랑오르        |
| 6    | MF   | 모한나드 아부 타하     | 2003년 2월 2일(20세)   | 2    | 0    | 알웨흐다트      |
| 7    | MF   | 모함마드 아부 즈라이크 | 1997년 12월 30일(26세) | 24   | 2    | ES 튀니스       |
| 8    | MF   | 누르 알라와브데        | 1997년 2월 24일(26세)  | 42   | 1    | 슬랑오르        |
| 9    | FW   | 알리 올완              | 2000년 3월 26일(23세)  | 34   | 9    | 알샤말          |
| 10   | MF   | 무사 알타마리          | 1997년 6월 10일(26세)  | 63   | 12   | 몽펠리에        |
| 11   | FW   | 야잔 알나이마트        | 1999년 6월 4일(24세)   | 35   | 11   | 알아흘리        |
| 12   | GK   | 압달라 알파쿠리        | 2000년 1월 22일(23세)  | 11   | 0    | 알웨흐다트      |
| 13   | MF   | 마흐무드 알마르디      | 1993년 10월 6일(30세)  | 52   | 7    | 알후세인        |
| 14   | MF   | 라자에이 아예드        | 1993년 7월 25일(30세)  | 48   | 0    | 알후세인        |
| 15   | MF   | 이브라힘 사데          | 2000년 4월 27일(23세)  | 26   | 1    | 알코르          |
| 16   | DF   | 페라스 셸바이에        | 1993년 11월 27일(30세) | 33   | 2    | 알웨흐다트      |
| 17   | DF   | 살렘 알아잘린          | 1988년 2월 18일(35세)  | 29   | 2    | 알파이살리      |
| 18   | MF   | 살레 라테브            | 1994년 12월 18일(29세) | 34   | 0    | 알웨흐다트      |
| 19   | DF   | 아나스 바니 야신       | 1988년 11월 29일(35세) | 114  | 7    | 알파이살리      |
| 20   | FW   | 함자 알다르두르        | 1991년 5월 12일(32세)  | 121  | 35   | 알후세인        |
| 21   | MF   | 니자르 알라시단        | 1999년 3월 23일(24세)  | 14   | 1    | 알파이살리      |
| 22   | GK   | 아흐마드 알주아이디    | 2001년 4월 9일(22세)   | 0    | 0    | 샤바브 알오르돈 |
| 23   | DF   | 이산 하다드            | 1994년 2월 5일(29세)   | 69   | 2    | 알파이살리      |
| 24   | MF   | 유세프 아부 잘보시     | 1998년 6월 15일(25세)  | 4    | 0    | 알파이살리      |
| 25   | MF   | 아나스 알아와다트      | 1998년 5월 29일(25세)  | 12   | 0    | 알웨흐다트      |
| 26   | MF   | 파디 아와드            | 1993년 3월 26일(30세)  | 5    | 0    | PDRM            |

### 바레인
- 감독:   후안 안토니오 피시

바레인의 최종 선수 명단은 2023년 12월 31일 발표되었다. 2024년 1월 13일, 아흐메드 부감마르에서 살렘 후사인으로 명단이 교체되었다.
| 번호 | 위치 | 선수                          | 생년월일 (나이)        | 출전 | 득점 | 소속              |
| ---- | ---- | ----------------------------- | ---------------------- | ---- | ---- | ----------------- |
| 1    | GK   | 압둘카림 파르단               | 1992년 4월 25일(31세)  | 1    | 0    | 알리파            |
| 2    | DF   | 아민 베나디                   | 1993년 5월 9일(30세)   | 21   | 0    | 알무하라크        |
| 3    | DF   | 왈리드 알 하얌                | 1988년 11월 4일(35세)  | 104  | 0    | 알무하라크        |
| 4    | DF   | 사예드 바케르                 | 1994년 4월 14일(29세)  | 29   | 0    | 알리파            |
| 5    | MF   | 모하메드 압둘와하브           | 1989년 11월 13일(34세) | 18   | 1    | 알나즈마          |
| 6    | MF   | 모하메드 알하르단             | 1997년 10월 6일(26세)  | 29   | 2    | 알무하라크        |
| 7    | MF   | 알리 마단                     | 1995년 11월 30일(28세) | 83   | 11   | 아지만            |
| 8    | MF   | 모하메드 마르훈               | 1998년 2월 12일(25세)  | 54   | 14   | 알리파            |
| 9    | FW   | 압둘라 유수프 헬랄            | 1993년 6월 12일(30세)  | 96   | 13   | 믈라다 볼레슬라프 |
| 10   | MF   | 카밀 알아스와드               | 1994년 4월 8일(29세)   | 92   | 12   | 알리파            |
| 11   | MF   | 이브라힘 알카탈               | 2000년 9월 19일(23세)  | 17   | 3    | 마나마            |
| 12   | MF   | 알리 하산 이사                | 1999년 5월 21일(24세)  | 3    | 0    | 알리파            |
| 13   | MF   | 모세스 아테데                 | 1997년 2월 22일(26세)  | 3    | 0    | 크다 다룰 아만    |
| 14   | FW   | 압둘라 알하시사시             | 1992년 8월 17일(31세)  | 8    | 2    | 알아흘리          |
| 15   | MF   | 자심 알샤이크                 | 1996년 2월 1일(27세)   | 59   | 4    | 알리파            |
| 16   | MF   | 모함메드 압둘 카윰            | 2001년 6월 4일(22세)   | 2    | 0    | 알리파            |
| 17   | DF   | 살렘 후사인                   | 2001년 2월 13일(22세)  | 0    | 0    | 알샤바브          |
| 18   | DF   | 모하메드 아델                 | 1996년 9월 20일(27세)  | 32   | 0    | 알칼디야          |
| 19   | DF   | 하자 알리                     | 1995년 6월 9일(28세)   | 6    | 0    | 알리파            |
| 20   | FW   | 마흐디 알후마이단             | 1993년 5월 19일(30세)  | 54   | 5    | 알칼디야          |
| 21   | GK   | 사예드 모함메드 자페르 (주장) | 1985년 8월 25일(38세)  | 161  | 0    | 알무하라크        |
| 22   | GK   | 이브라힘 루트팔라             | 1992년 9월 24일(31세)  | 12   | 0    | 알아흘리          |
| 23   | DF   | 압둘라 알칼라시               | 2003년 9월 2일(20세)   | 4    | 1    | 알무하라크        |
| 24   | MF   | 자심 켈라이프                 | 1998년 2월 22일(25세)  | 11   | 0    | 이스트 리파       |
| 25   | MF   | 이브라힘 알왈리               | 1997년 6월 12일(26세)  | 1    | 0    | 알나즈마          |
| 26   | DF   | 후사인 알에케르               | 2001년 9월 30일(22세)  | 1    | 0    | 알리파            |

## F조

### 사우디아라비아
- 감독:  로베르토 만치니

사우디아라비아는 2023년 12월 30일에 30명의 예비 명단을 발표하였다. 최종 선수 명단은 2024년 1월 2일 발표되었다. 1월 12일, 나와프 알아키디와 압바스 알하산, 아이만 야히아가 징계를 받게 되어 명단에서 제외되었고, 각각 모함메드 알루바이에, 모함메드 알브레이크, 탈랄 하지로 교체되었다. 2024년 1월 16일, 파하드 알무왈라드는 부상으로 인해 라얀 하미두로 교체되었다.
| 번호 | 위치 | 선수                | 생년월일 (나이)        | 출전 | 득점 | 소속       |
| ---- | ---- | ------------------- | ---------------------- | ---- | ---- | ---------- |
| 1    | GK   | 모함메드 알루바이에 | 1997년 8월 14일(26세)  | 7    | 0    | 알아흘리   |
| 2    | DF   | 파와즈 알스쿠르     | 1996년 4월 23일(27세)  | 4    | 0    | 알샤바브   |
| 3    | DF   | 아운 알살룰리       | 1998년 9월 2일(25세)   | 2    | 0    | 알타아원   |
| 4    | DF   | 알리 라자미         | 1996년 4월 24일(27세)  | 4    | 0    | 알나스르   |
| 5    | DF   | 알리 알불라이히     | 1989년 11월 21일(34세) | 47   | 1    | 알힐랄     |
| 6    | MF   | 에이드 알무왈라드   | 2001년 12월 14일(22세) | 1    | 0    | 알오크두드 |
| 7    | MF   | 무크타르 알리       | 1997년 10월 30일(26세) | 6    | 0    | 알파테     |
| 8    | MF   | 압둘렐라 알말키     | 1994년 10월 11일(29세) | 32   | 0    | 알힐랄     |
| 9    | FW   | 피라스 알부라이칸   | 2000년 5월 14일(23세)  | 36   | 6    | 알아흘리   |
| 10   | MF   | 살렘 알다우사리     | 1991년 8월 19일(32세)  | 78   | 22   | 알힐랄     |
| 11   | FW   | 살레 알셰흐리       | 1993년 11월 1일(30세)  | 29   | 15   | 알힐랄     |
| 12   | DF   | 사우드 압둘하미드   | 1999년 7월 18일(24세)  | 31   | 1    | 알힐랄     |
| 13   | DF   | 하산 카데시         | 1992년 9월 27일(31세)  | 3    | 0    | 알이티하드 |
| 14   | FW   | 탈랄 하지           | 2007년 9월 16일(16세)  | 0    | 0    | 알이티하드 |
| 15   | MF   | 압둘라 알카이바리   | 1996년 8월 16일(27세)  | 18   | 0    | 알나스르   |
| 16   | MF   | 사미 알나제이       | 1997년 2월 7일(26세)   | 18   | 2    | 알나스르   |
| 17   | DF   | 하산 알탐바크티     | 1999년 2월 9일(24세)   | 26   | 0    | 알힐랄     |
| 18   | MF   | 압둘라흐만 가리브   | 1997년 3월 31일(26세)  | 21   | 2    | 알나스르   |
| 19   | DF   | 라얀 하미두         | 2002년 4월 13일(21세)  | 0    | 0    | 알아흘리   |
| 20   | FW   | 압둘라 라디프       | 2003년 1월 20일(20세)  | 7    | 1    | 알샤바브   |
| 21   | GK   | 라게드 알나자르     | 1996년 12월 20일(27세) | 0    | 0    | 알나스르   |
| 22   | GK   | 아흐메드 알카사르   | 1991년 5월 8일(32세)   | 0    | 0    | 알파이하   |
| 23   | MF   | 모하메드 칸노       | 1994년 9월 22일(29세)  | 47   | 2    | 알힐랄     |
| 24   | MF   | 나세르 알다우사리   | 1998년 12월 19일(25세) | 16   | 0    | 알힐랄     |
| 25   | DF   | 모함메드 알브레이크 | 1992년 9월 15일(31세)  | 42   | 1    | 알힐랄     |
| 26   | MF   | 파이살 알감디       | 2001년 8월 13일(22세)  | 4    | 0    | 알이티하드 |

### 태국
- 감독:  이시이 마사타다

태국의 최종 선수 명단은 2024년 1월 3일 발표되었다. 1월 7일, 에카닛 판야가 아시안컵 명단 하차를 요청하여 피차 우트라가 대체 선발되었다.
| 번호 | 위치 | 선수                    | 생년월일 (나이)        | 출전 | 득점 | 소속                     |
| ---- | ---- | ----------------------- | ---------------------- | ---- | ---- | ------------------------ |
| 1    | GK   | 시와락 텟숭노엔         | 1984년 4월 20일(39세)  | 33   | 0    | 부리람 유나이티드        |
| 2    | DF   | 산티팝 찬곰             | 1996년 9월 23일(27세)  | 2    | 0    | BG 빠툼 유나이티드       |
| 3    | DF   | 티라톤 분마탄 (주장)    | 1990년 2월 6일(33세)   | 90   | 7    | 부리람 유나이티드        |
| 4    | DF   | 엘리아스 돌라           | 1993년 4월 24일(30세)  | 13   | 1    | 발리 유나이티드          |
| 5    | MF   | 크리차다 카만           | 1999년 3월 18일(24세)  | 31   | 0    | BG 빠툼 유나이티드       |
| 6    | MF   | 사랏 유옌               | 1992년 5월 30일(31세)  | 75   | 6    | BG 빠툼 유나이티드       |
| 7    | MF   | 수파촉 사라차트         | 1998년 5월 22일(25세)  | 29   | 7    | 홋카이도 콘사돌레 삿포로 |
| 8    | MF   | 피차 우트라             | 1996년 1월 7일(28세)   | 8    | 0    | 무앙통 유나이티드        |
| 9    | FW   | 수빠차이 차이뎃         | 1998년 12월 1일(25세)  | 31   | 5    | 부리람 유나이티드        |
| 10   | FW   | 수빠낫 무에안타         | 2002년 8월 2일(21세)   | 14   | 6    | OH 뢰번                  |
| 11   | MF   | 보딘 팔라               | 1994년 12월 20일(29세) | 39   | 6    | 포트                     |
| 12   | DF   | 니콜라스 미켈손         | 1999년 7월 24일(24세)  | 7    | 1    | OB                       |
| 13   | MF   | 자로엔삭 웡곤           | 1997년 5월 18일(26세)  | 8    | 0    | 무앙통 유나이티드        |
| 14   | MF   | 룽랏 품찬투엑           | 1992년 5월 17일(31세)  | 5    | 0    | 방콕 유나이티드          |
| 15   | FW   | 티라삭 포에피마이       | 2002년 9월 21일(21세)  | 7    | 0    | 포트                     |
| 16   | DF   | 자카판 쁘라이수완       | 1994년 8월 16일(29세)  | 11   | 1    | BG 빠툼 유나이티드       |
| 17   | DF   | 판사 헴비분             | 1990년 7월 8일(33세)   | 41   | 6    | 부리람 유나이티드        |
| 18   | MF   | 위라텝 뽐판             | 1996년 9월 19일(27세)  | 25   | 0    | 무앙통 유나이티드        |
| 19   | MF   | 빠톰폴 차로엔라따나피롬 | 1994년 4월 21일(29세)  | 20   | 1    | 포트                     |
| 20   | GK   | 사라논 아누인           | 1994년 3월 24일(29세)  | 0    | 0    | 치앙라이 유나이티드      |
| 21   | DF   | 수파난 부리랏           | 1993년 10월 10일(30세) | 16   | 1    | 포트                     |
| 22   | MF   | 찬나롱 프롬스리깨우     | 2001년 4월 17일(22세)  | 12   | 1    | 촌부리                   |
| 23   | GK   | 빠띠왓 캄마이           | 1994년 12월 24일(29세) | 6    | 0    | 방콕 유나이티드          |
| 24   | MF   | 워라칫 까닛스리밤펜     | 1997년 8월 24일(26세)  | 14   | 2    | 포트                     |
| 25   | MF   | 피라돈 참랏사미         | 1992년 9월 15일(31세)  | 17   | 2    | 부리람 유나이티드        |
| 26   | DF   | 수판 통송               | 1994년 8월 26일(29세)  | 12   | 0    | 방콕 유나이티드          |

### 키르기스스탄
- 감독:  슈테판 타르코비치

키르기스스탄은 2023년 12월 1일에 32명의 예비 명단을 발표하였다. 12월 25일, 아짐 아자로프가 예비 명단에 포함되었다. 12월 30일, 에르볼 아타바예프는 부상으로 인해 명단에서 제외되었다. 최종 선수 명단은 2024년 1월 4일 발표되었다. 1월 16일, 쿠르만베크 누를란베코프에서 알리마르돈 슈쿠로프로 명단이 교체되었다. 이후 아딜 카디르자노프의 등번호가 22번에서 4번으로 교체되었고, 슈쿠로프가 22번을 배정받았다.
| 번호 | 위치 | 선수                            | 생년월일 (나이)        | 출전 | 득점 | 소속                 |
| ---- | ---- | ------------------------------- | ---------------------- | ---- | ---- | -------------------- |
| 1    | GK   | 에르잔 도코타예프               | 2000년 7월 17일(23세)  | 18   | 0    | 샨르우르파스포르     |
| 2    | DF   | 흐리스티얀 브라우즈만           | 2003년 8월 15일(20세)  | 13   | 0    | 아브디시아타 칸트    |
| 3    | DF   | 타미를란 코주바예프             | 1994년 7월 1일(29세)   | 48   | 2    | 이스턴               |
| 4    | MF   | 아딜 카디르자노프               | 2000년 7월 14일(23세)  | 1    | 0    | 도르도이 비슈케크    |
| 5    | DF   | 아이자르 아크마토프             | 1998년 8월 24일(25세)  | 21   | 1    | 아브디시아타 칸트    |
| 6    | DF   | 아만투르 샤무르자예프           | 2000년 1월 25일(23세)  | 0    | 0    | 알라이               |
| 7    | FW   | 조엘 코조                       | 1998년 8월 21일(25세)  | 8    | 2    | 디나모 사마르칸트    |
| 8    | MF   | 아짐 아자로프                   | 1996년 9월 20일(27세)  | 6    | 1    | 아브디시아타 칸트    |
| 9    | FW   | 에르니스트 바티르카노프         | 1998년 2월 21일(25세)  | 27   | 3    | 아브디시아타 칸트    |
| 10   | MF   | 굴지기트 알리쿨로프             | 2000년 11월 25일(23세) | 27   | 4    | 네만 흐로드나        |
| 11   | DF   | 베크잔 사긴바예프               | 1994년 9월 11일(29세)  | 35   | 4    | 도르도이 비슈케크    |
| 12   | MF   | 오딜존 압두라흐마노프           | 1996년 3월 18일(27세)  | 34   | 2    | 마크타랄             |
| 13   | GK   | 술탄 초모예프                   | 2003년 1월 20일(20세)  | 0    | 0    | 도르도이 비슈케크    |
| 14   | DF   | 알렉산드르 미셴코               | 1997년 7월 30일(26세)  | 15   | 0    | 도르도이 비슈케크    |
| 15   | MF   | 카이 메르크                     | 1998년 8월 28일(25세)  | 7    | 1    | 위니옹 티투스 페탕주 |
| 16   | GK   | 마르셀 이슬람쿨로프             | 1994년 4월 18일(29세)  | 1    | 0    | 아브디시아타 칸트    |
| 17   | DF   | 수윤트베크 마미랄리예프         | 1998년 1월 7일(26세)   | 8    | 0    | 도르도이 비슈케크    |
| 18   | DF   | 카이라트 지르갈베크 울루 (주장) | 1993년 6월 13일(30세)  | 65   | 4    | 아브디시아타 칸트    |
| 19   | MF   | 베크나즈 알마즈베코프           | 2005년 6월 23일(18세)  | 4    | 0    | 갈라타사라이         |
| 20   | DF   | 바흐티야르 두이쇼베코프         | 1995년 6월 3일(28세)   | 41   | 3    | 무라스 유나이티드    |
| 21   | MF   | 파르하트 무사베코프             | 1994년 1월 3일(30세)   | 55   | 2    | 아브디시아타 칸트    |
| 22   | MF   | 알리마르돈 슈쿠로프             | 1999년 9월 28일(24세)  | 28   | 5    | 네만 흐로드나        |
| 23   | MF   | 누르둘루트 스탈베코프           | 2001년 9월 13일(22세)  | 1    | 0    | 알라이               |
| 24   | MF   | 키미 메르크                     | 2004년 7월 6일(19세)   | 3    | 0    | 파흐타코르           |
| 25   | FW   | 다스탄베크 토크토수노프         | 2002년 9월 2일(21세)   | 2    | 0    | 네프치 코치코르아타  |
| 26   | MF   | 아타이 주마셰프                 | 1998년 9월 15일(25세)  | 4    | 0    | 아브디시아타 칸트    |

### 오만
- 감독:  브란코 이반코비치

오만은 2023년 12월 10일에 29명의 예비 명단을 발표하였다. 12월 19일, 무함마드 알아마리는 부상으로 인해 주마 알합시로 대체되었다. 최종 선수 명단은 2024년 1월 4일 발표되었다.
| 번호 | 위치 | 선수                     | 생년월일 (나이)        | 출전 | 득점 | 소속           |
| ---- | ---- | ------------------------ | ---------------------- | ---- | ---- | -------------- |
| 1    | GK   | 이브라힘 알무카이니      | 1997년 6월 20일(26세)  | 22   | 0    | 알나흐다       |
| 2    | DF   | 가님 알하바시            | 1998년 8월 4일(25세)   | 0    | 0    | 알나흐다       |
| 3    | MF   | 파흐미 두르빈            | 1993년 10월 10일(30세) | 30   | 0    | 알나스르       |
| 4    | MF   | 아르샤드 알알라위        | 2000년 4월 12일(23세)  | 31   | 7    | 알시브         |
| 5    | DF   | 주마 알합시              | 1996년 1월 28일(27세)  | 28   | 0    | 이브리         |
| 6    | DF   | 아흐메드 알카미시        | 1991년 11월 26일(32세) | 36   | 0    | 알시브         |
| 7    | FW   | 이삼 알사브히            | 1997년 5월 1일(26세)   | 34   | 8    | 알나흐다       |
| 8    | FW   | 자히르 알아그바리        | 1999년 5월 28일(24세)  | 33   | 0    | 알시브         |
| 9    | MF   | 오마르 알말키            | 1994년 1월 4일(30세)   | 14   | 4    | 알나흐다       |
| 10   | MF   | 자밀 알야흐마디          | 1996년 7월 27일(27세)  | 59   | 3    | 알카라이티야트 |
| 11   | FW   | 무흐센 알가사니          | 1997년 3월 27일(26세)  | 46   | 8    | 알시브         |
| 12   | MF   | 압둘라 파와즈            | 1996년 10월 3일(27세)  | 33   | 5    | 알나흐다       |
| 13   | MF   | 마타즈 살레              | 1996년 5월 28일(27세)  | 23   | 3    | 도파르         |
| 14   | DF   | 아흐메드 알카비          | 1996년 9월 15일(27세)  | 31   | 0    | 알나흐다       |
| 15   | MF   | 무사브 알마마리          | 2000년 1월 22일(23세)  | 12   | 0    | 알나스르       |
| 16   | DF   | 칼리드 알브라이키        | 1993년 7월 3일(30세)   | 32   | 0    | 알샤바브       |
| 17   | DF   | 알리 알부사이디          | 1991년 3월 21일(32세)  | 76   | 1    | 알시브         |
| 18   | GK   | 파이즈 알루샤이디 (주장) | 1988년 7월 19일(35세)  | 67   | 0    | 마나마         |
| 19   | DF   | 마흐무드 알무샤이프리    | 1993년 1월 14일(30세)  | 28   | 0    | 알수와이크     |
| 20   | MF   | 살라 알야히아에이        | 1998년 8월 17일(25세)  | 47   | 8    | 알시브         |
| 21   | DF   | 압둘아지즈 알게일라니    | 1995년 5월 14일(28세)  | 14   | 0    | 알나흐다       |
| 22   | GK   | 아흐메드 알라와히        | 1994년 5월 5일(29세)   | 5    | 0    | 알시브         |
| 23   | MF   | 하리브 알사디            | 1990년 2월 1일(33세)   | 78   | 1    | 알나흐다       |
| 24   | MF   | 타밈 알발루시            | 1999년 11월 3일(24세)  | 3    | 0    | 알시브         |
| 25   | FW   | 압둘라 알무샤이프리      | 2001년 11월 27일(22세) | 0    | 0    | 도파르         |
| 26   | FW   | 압둘라흐만 알무샤이프리  | 1997년 11월 28일(26세) | 5    | 0    | 알시브         |